# Східне (Херсонський район)
Схі́дне — село в Україні, у Музиківській сільській громаді Херсонського району Херсонської області. Розташоване за 32 км від залізничної станції Херсон. Дворів 255, населення — 871 особа (станом на 1 серпня 2008 року).
14 серпня 2020 року було віднесене до категорії сіл.

## Населення
Згідно з переписом УРСР 1989 року чисельність наявного населення селища становила 866 осіб, з яких 426 чоловіків та 440 жінок.
За переписом населення України 2001 року в селищі мешкало 842 особи.

### Мовний склад
Рідна мова населення за даними перепису 2001 року:
| Мова       | Чисельність, осіб | Доля     |
| ---------- | ----------------- | -------- |
| Українська | 782               | 92,87 %  |
| Російська  | 51                | 6,06 %   |
| Інше       | 9                 | 1,07 %   |
| Разом      | 842               | 100,00 % |

## Історія

### 1922—1953
Історія  села Східне бере свій початок з 1922 року з будівництва  колонії  НКВС № 13 ім. Полякова. У ній, на підставі постанови РНК від 14 листопада 1919 року «Про робітничі дисциплінарні суди», засуджені відбували покарання у вигляді примусових робіт.
За спогадами  сім'ї Микитасів, жителів села Загорянівки, тоді й було викопано для проживання землянки: чотири траншеї шириною близько п'яти метрів і довжиною до п'ятдесяти метрів з легкою покрівлею. Довгий дерев'яний стіл, лави і нари — от і всі «привілеї» для перших в'язнів. Спочатку відбували строк близько 400 осіб, а потім до 3000.
Вони копали глину, робили саман для майбутніх бараків. До 1930 року на території колонії налічувалося вісім бараків, а для сімей обслуги табору було збудовано з каміння дев'ятий барак, так званий «офіцерський».
З 3 квітня 1931 року при колонії було закладене дослідницьке господарство із розведення степової породи великої рогатої худоби, а пізніше свиней української степової білої породи. Першим зоотехніком господарства був Савічев А. І., який працював тут по 1961 рік.
А у селі Загорянівка з 1936 року існував колгосп «Нове життя», у який входило 362 колгоспники. У господарстві знаходилося 1421 га землі. Сіяли ячмінь, пшеницю, просо, вирощували картоплю, капусту, томати, буряк, баштанні культури, мали техніку. Також у колгоспі утримували велику рогату худобу, яку на початку війни гоном було переправлено у Саратовську область, де вона утримувалася до 1944 року.
У роки Другої світової війни, як і весь народ, на боротьбу з німецькими загарбниками піднялися жителі наших сіл. На фронтах війни у 1941—1945 рр. відважно воювали 400 жителів села Загорянівка: 169 нагороджені медалями та орденами, не повернулося до рідних домівок 80 чоловік.
Два роки і сім місяців жорстоких знущань, болю і плачу судилося пережити нашим землякам. Нацисти грабували майно колгоспу, у жителів відбирали корів, свиней, а тих, хто чинив опір, били різками, забирали в поліцію. Одне з найбільших злодійств гітлерівців — вивезення молоді на примусові роботи до Німеччини. У своїх спогадах жителька села Шкуринівка Сорока Марія, яку восени 1942 року було забрано до Німеччини, називає прізвища та імена односельчан, з якими довелося пережити жахіття неволі і пізнати радість визволення: Марії Осауленко, Мотрі Шкурини, Івана Жугана, Василя Краснокуцького, Миколи Базарного, Володі Буркавця.
13 березня 1944 року села Східне, Загорянівка, Шкуринівка були визволені від нацистських окупантів воїнами 109-ї і 320-ї стрілецьких дивізій 5-ї ударної армії, що наступала в напрямку Снігурівки, Миколаєва.
За участь у бойових діях під час визволення наших сіл загинуло п'ять червоноармійців, імена яких ніколи не будуть забуті: Старих Василь Дмитрович, Тютюнник Микола Семенович, Швець Іван Іванович, Безчетний Григорій Панфілович, Віщунов Борис Олексійович. Пам'ятник героям встановлено у центрі села Східне на території школи. А сержант Ямщиков П. А. отримав звання Героя Радянського Союзу.
Після звільнення сіл від окупантів населення взялося за відбудову господарства: було повернуто з евакуації стадо племінних корів, оброблялися землі, сіявся хліб.
У жовтні 1953 року на території колишньої сільськогосподарської колонії був організований племрадгосп «Східний» з центральною садибою у селі Східне. Радгосп був підлеглий республіканському Укрплемтресту.
Частина людей, які відбули покарання або були амністовані, залишилися працювати в новому господарстві, решта — роз'їхалися.
Першим директором племрадгоспу став Делієв Віктор Агафонович, один з агрономів центральної колонії. Працював він на даній посаді 14 років, до жовтня 1958 року. При ньому один з бараків було перебудовано під Будинок культури, а інші — під житлові приміщення. Також було збудовано шість двоквартирних будинків по вулиці Шкільній, п'ять будинків на 16 квартир по центральній вулиці с. Східне та завезено щебінь для твердого покриття дороги до сіл Загорянівки і Шкуринівки.
У ті ж роки до складу племрадгоспу «Східний» увійшов колгосп ім. Калініна (колишня назва «Нове життя») села Загорянівка.

### 1953—1991
З жовтня 1958 року по листопад 1959 року директором радгоспу «Східний» був Цеков Григорій Михайлович.
З листопада 1959 року і до кінця жовтня 1968 дану посаду обіймав Чубуков Олексій Костянтинович, учасник війни, інвалід, висококваліфікований спеціаліст. Він побудував 35 переселенських будинків по вулиці Молодіжній, ферму на 500 голів великої рогатої худоби, гуртожиток на 48 місць, 2 чотириквартирних будинки та близько 1 км дороги до Загорянівки. За час його перебування на посаді кількість працівників радгоспу збільшилась з 260 до 330 чоловік. Далі він продовжив свою трудову діяльність на посаді директора обласного племоб'єднання.
У 1968 році племрадгосп «Східний» очолив молодий, але перспективний Ковальчук Віталій Дементійович, за фахом зоотехнік. Про ті часи він згадує так: «Уявіть собі: дорога з твердим покриттям тільки місцями, водогону немає. Одна водозабірна колонка коло так званої „зони“, друга — на вулиці Молодіжній. Телефон один у конторі радгоспу в Східному і один у сільраді в Загорянівці. Більше ста сімей жили в бараках. Магазин у Шкуринівці був зруйнований, тому торгували тільки хлібом. На 6,5 тис. га землі лише майстерня на два трактори, а радгоспний гараж нараховував 22 машини, з яких — 18 вантажних. Школа в селі Східному — двокімнатний будинок по вулиці Молодіжній, в одній із кімнат навчалися 1-й і 3-й класи, в іншій — 2-й і 4-й».
За часів керівництва В. Д. Ковальчука було збудовано водогін у Східному, три магазини, 16 км асфальтобетонної дороги через усі три села, вузол зв'язку на 50 номерів абонентів, баню, 167 квартир, електрифіковано і радіофіковано всі населені пункти. А також збудовано приміщення дитячого садка, сільської ради, медичного пункту, аптеки і будинок тваринника. За ініціативою Віталія Дементійовича було побудовано школу на 320 учнів, яка почала функціонувати з 1 вересня 1976 року.
З виробничих приміщень були зведені центральна ремонтна майстерня, гараж, п'ять корівників, складські приміщення на 3 тис. т. зерна, ферма на 1000 голів великої рогатої худоби і 700 голів свиней і т. д. Було пробурено три артезіанські свердловини, які подавали воду в село. З 1973 по 1975 роки прокладено дорогу на Херсон, що зв'язала три села.
За ці роки кількість працівників радгоспу зросла до 560 чоловік, збільшився продаж державі зерна в сім разів, м'яса в 2,5 разів, молока в 1,5 рази. Племінний молодняк продавали в Грузію, Казахстан, Молдавію, Сибір і, звичайно, по Україні.
З найбільших здобутків Ковальчука В. Д. стало вирішення питання в 1984 році газифікації Східного.

### 1991—2008
З 1985 по 1995 роки директором радгоспу «Східний» працював Володимир Михайлович Тютюн. Він займався благоустроєм сіл, розвитком господарства: було газифіковано всі три населені пункти, збудовано нові будинки, заасфальтовано 4 вулиці в Східному, по 2 вулиці в Шкуринівці та Загорянівці, добудовано два свинарники, налагоджено зрошувальну систему, реконструйовано зерновий тік.
Володимир Михайлович також дбав про культурний розвиток села: було зроблено капітальний ремонт Будинку культури, при якому організовано хоровий колектив, відкрито музичну школу для дітей, запрошено спеціалістів із культпросвітнього училища м. Херсон.
Радгосп «Східний» далеко за свої межі славився своїми трударями, які самовіддано працювали і досягали вагомих результатів: доярки: кавалери ордена Леніна — Нікітіна М. А. (надій на одну корову становив 3 837 кг молока), Казановська М. Г. (надій на одну корову більше 5 тисяч); нагороджені орденом Трудового Червоного Прапора — Голодрига М. І. (надій на одну корову — 5025 кг молока.), Базюк А. І. (надій на кожну корову - 6103 кг молока, найвищий показник в історії області), Сорока В. В. (надій на одну корову більше 5 тисяч), Кривогуз Л. М. (надій на кожну корову 5750 кг молока).
Нагороджена орденом «Знак Пошани» телятниця Дідик А.Ф.
Багато років разом працювали біля племінних бичків подружжя Тихих і завжди досягали високих показників. Марія Гнатівна нагороджена орденом «Знак Пошани», Павло Єфремович — орденами Трудового Червоного Прапора, «Знак Пошани».
Кращими комбайнерами були:
- Савченко В. Г. житель с. Загорянівка, встановив рекорд області. Разом з помічником Анцибором М. у 1973 році за 12 робочих днів зібрав урожай з площі 335 га і намолотив 12027 ц пшениці. Савченко В. Г. отримав у подарунок від обкому партії кольоровий телевізор.
- Терещенко І. Я. за високі показники нагороджений орденом Трудового Червоного Прапора.

Найкращі трактористи радгоспу:
Серба О. І. (за врожай кормових буряків по 1383 ц на площі 40 га) і Олійник М. С. — кавалери ордена Трудового Червоного Прапора, Зіменс В. А., Серба В. І., Рожко М. М.
У 90-х роках економічна ситуація країни погіршилась. З 1995 року багато хто намагався покращити економічне становище господарства, але нічого з цього не вийшло. Директорами радгоспу «Східний» з 1995 по 2004 рік були Яковлєв А. О., Неннов С. П., Гасаненко А. О., Колодка М. І., Уродливець О. І., Ковтун В. С.
Після реформування агропромислового комплексу правонаступником племрадгоспу «Східний» стає відкрите акціонерне товариство «Східний», яке самоліквідувалось у 2005 р.
Землі радгоспу розпаювали між працівниками, частина її надана в користування фермерським господарствам, основний напрямок діяльності яких - вирощування зернових і технічних культур.

### 2008—2022
У 2008 році в с. Східне розпочато будівництво, а 26 грудня 2011 року відкрито першу чергу птахофабрики ПАТ «Чорнобаївське», яка входить до ТОВ "Агрохолдинг «Авангард».
В 2022 році в боях за Херсон птахофабрику під Чорнобаївкою було знищено.
Це один з найбільших інвестиційних проектів Херсонщини, а в галузі птахівництва найбільший проєкт в євразійському регіоні.
Птахівничий комплекс включає: зону вирощування молодняка, зону курей-несучок (промислове стадо), цех сортування яйця та склад їх довготривалого зберігання, біогазовий завод.
Біогазовий завод спеціалізується на утилізації біологічних відходів від птахофабрики та виробляє з них електроенергію. Цей процес здійснюється двома модульними когенераційними біогазовими установками потужністю 1560 кВт кожна (сумарно 3,12МВт). У 2017 році ТОВ «Комерцбудпласт», яке обслуговує підприємство, уклало договір з ДП «Енергоринок» на продаж електричної енергії за «зеленим тарифом».
Нові можливості для розвитку сіл Загорянівка та Східне з'явилися під час децентралізації. 4 липня 2016 року Східненська сільська рада об'єдналася із Музиківською сільською радою. За цей час здійснено капітальний ремонт Будинку культури, бібліотеки, спортивного залу та опалювальної системи школи, постійно оновлюється матеріально-технічна база закладів освіти, замінено водогін, здійснено капітальний ремонт дороги і т. д.
Сьогодні на території Східненського старостинського округу Музиківської сільської ради функціонують три приватні підприємства у сфері торгівлі, два ФАПи, бібліотека, Будинок культури, дитячий садок, КЗ «Східненська загальноосвітня школа І-ІІІ ступенів Музиківської сільської ради Білозерського району Херсонської області», V відділ Управління каналів Інгулецької зрошувальної системи.
Село було окуповане рашистами на початку березня 2022 року.
10 листопада 2022 року звільнене в результаті контрнаступу ЗСУ на херсонському напрямку.

## Часи репресій та війн
Після 1917 року, у період громадянської війни і наступні десятиріччя на землі України пролилося багато людської крові. Мільйони безвинних людей на підставі антигуманних і антидемократичних законів та внаслідок прямого беззаконня і свавілля зазнали переслідувань за свою політичну діяльність, висловлювання та релігійні переконання. Особливо важкою спадщиною минулого є масові репресії, які чинилися сталінським режимом та його провідниками у країні. Терор був тотальним і охоплював усі верстви населення. У суспільстві ширилися доноси, взаємна підозрілість і страх.
Не минула зла доля деяких жителів сіл Загорянівка та Шкуринівка.
Бульба Андрій Юхимович. Народився у 1907 році в с. Шкуринівка Херсонського (Білозерського) району, українець, початкова освіта. Заарештований 03.07.1945 р. Звинувачення: антирадянська агітація. Військовим трибуналом 203 стрілецької дивізії 17.08.1945 р. засуджений до 10 років ВТТ з конфіскацією майна. Реабілітований 02.08.1993 р. за висновком військового прокурора Одеського військового округу.
Гавриш Олексій Платонович. Народився 10.03.1897 року в с. Загорянівка Херсонського (Білозерського) району, українець, початкова освіта. Заарештований 17.02.1938 року. Звинувачення: участь у контрреволюційному угрупуванні куркулів. Постановою трійки при УНКВС по Миколаївській області 07.04 1938 року за ст.54-10 КК УРСР засуджений до розстрілу. Розстріляний 24.05.1938 р. у м. Херсоні. Реабілітований 14.04.1959 р. Президією Херсонського облсуду.
Головченко Кузьма Леонтійович. Народився 10.09.1880 року в с. Загорянівка Херсонського (Білозерського) району, українець, початкова освіта. Заарештований 17.02.1938 р. Звинувачення: участь у контрреволюційному угрупуванні куркулів Постановою трійки при УНКВС по Миколаївській області 07.04.1938 року за ст.54-10 КК УРСР засуджений до розстрілу. Розстріляний 24.05.1938 р. у м. Херсоні. Реабілітований 14.04.1959 р. Президією Херсонського облсуду.
Олійник Іван Семенович. Народився 02.12.1897 року в с. Загорянівка Херсонського (Білозерського) району, українець, початкова освіта. Заарештований 17.02.1938 р. Звинувачення: участь у контрреволюційному угрупуванні куркулів Постановою трійки при УНКВС по Миколаївській області 07.04.1938 року за ст.54-10 КК УРСР засуджений до розстрілу. Розстріляний 24.05.1938 р. у м. Херсоні. Реабілітований 14.04.1959 р. Президією Херсонського облсуду.
Чихун Кирило Якович. Народився 06.05.1899 року в с. Загорянівка Херсонського (Білозерського) району, українець, початкова освіта. Заарештований 17.02.1938 р. Звинувачення: участь у контрреволюційному угрупуванні куркулів Постановою трійки при УНКВС по Миколаївській області 07.04.1938 року за ст.54-10 КК УРСР засуджений до розстрілу. Розстріляний 24.05.1938 р. у м. Херсоні. Реабілітований 14.04.1959 р. Президією Херсонського облсуду.
Олійник Олександр Михайлович. Народився 05.06.1906 року в с. Загорянівка Херсонського (Білозерського) району, українець, початкова освіта. Заарештований у 1938 р. Звинувачення: участь у контрреволюційному угрупуванні куркулів Постановою трійки при УНКВС по Миколаївській області засуджений до 10 років ВТТ. Помер у таборі 07.11.1938 р. Реабілітований 14.04.1959 р. Президією Херсонського облсуду.
Пантелєєв Павло Петрович. Народився 21.12.1896 року в м. Орєхово-Зуєво Московської області (Росія), росіянин, освіта вища, проживав с. Шкуринівка Херсонського (Білозерського) району. Заарештований 21.03.1938 р. Звинувачення: контрреволюційна агітація, шкідництво. Постановою трійки при УНКВС по Миколаївській області 21.04.1938 року за ст.54-7, ст.54-10 КК УРСР засуджений до розстрілу. Розстріляний 27.07.1938 р. у м. Миколаєві. Реабілітований 24.12.1958 р. Президією Херсонського облсуду.
Пятько Дем'ян Семенович. Народився 01.11.1902 року в с. Шкуринівка Херсонського (Білозерського) району, українець, початкова освіта. Заарештований 25.02.1938 р. Звинувачення: участь в українській націоналістичній організації. Постановою трійки при УНКВС по Миколаївській області 23.04.1938 року за ст.54-10 ч.1, 54-7, 54-11 КК УРСР засуджений до розстрілу. Розстріляний 23.04.1938 р. у м. Херсоні. Реабілітований 17.07.1956 р. Президією Херсонського облсуду.
Серба Семен Олександрович. Народився у 1926 році в с. Загорянівка Херсонського (Білозерського) району, українець, освіта — 7 класів. Заарештований 15.10.1949 р. Звинувачення: зрада батьківщини. Військовим трибуналом в/ч № 70804 від 20.02.1950 р. засуджений до 25 років ВТТ з конфіскацією майна. Верховним судом СРСР 28.02.1953 р. справу було повернуто на дослідування. Реабілітований 12.85.1953 р. Постановою УМВС по Херсонській області (справу закрито).
Микитась Яків Васильович, народився 22.03.1899 року в с. Музиківка Херсонського (Білозерського) району, українець, початкова освіта. Проживав у с. Загорянівка. Заарештований у 1938 році. Звинувачення: участь у контрреволюційному угрупуванні куркулів. Постановою трійки при УНКВС по Миколаївській області засуджений до 10 років ВТТ. Реабілітований 14.04.1959 р. Президією Херсонського облсуду.
Усі вищезазначені наші земляки були занесені до поіменного списку науково-документальної серії книг «Реабілітовані історією. Херсонська область».
До архівних матеріалів, щоб відтворити справжні масштаби трагедії, додається живий голос очевидців, зокрема нарис голови виконкому Східненської сільської ради народних депутатів В. Д. Ковальчука «Хто чув про ті трагічні події…» Колишній голова сільської ради, син репресованого, Віталій Дементійович провів велику роботу по збору матеріалів про сталінські репресії 1930-х років. Він з'ясував, що окрім вище зазначених репресованих жителів сіл Загорянівка та Шкуринівка, були арештовані і відбували покарання також:
- Бульба Яків Іванович, 05.10.1898 року народження, житель с. Шкуринівка, голова колгоспу «Червоний жовтень», арештований 26 листопада 1937 р.
- Бульба Ілля Юхимович, 1894 р.н., коваль Шкуринівського колгоспу «Червоний жовтень». Арештований 20 лютого 1938 року.
- Хавкун Василь Андрійович, 1896 р.н., житель села Шкуринівка. Воював у роки громадянської війни в червоній кінноті. Потім працював трактористом від Дар'ївської МТС в Шкуринівському колгоспі «Червоний жовтень». Арештований 20 лютого 1938 року.
- Малий Гнат Пилипович, народився 20 липня 1864 року, священник місцевої церкви. Арештований 20 лютого 1938 року, на той час йому було 71 рік.

Згідно рішення трійки при НКВС по Миколаївській області від 16 квітня 1938 року Бульба Я. І., Бульба І. Ю., Хавкун В. А. та Малий Г. П. були розстріляні 10 червня 1938 року, імовірно в місті Херсоні, де вони в той час утримувались у в'язниці.
Жителі Загорянівки Василенко Іван, Шакула Михайло Григорович, колгоспники Микитась Я. В. та Олійник А. М. були ув'язнені і відправлені у виправно-трудовий табір строком на 10 років.
Микитась Я. В. повернувся живим після Другої світової війни в 1946 році. Дружини живою він уже не побачив, а трьох дітей виростив з Килиною Стасюк, яка була в першому шлюбі з репресованим і розстріляним Стасюком Д. І.
Стасюк Дмитро Іванович, народився в 1905 році в с. Жмуча Ковельського повіту, поляк, проживав в с. Петрівка (тепер Комсомольського району м. Херсона). За професією — тесля, працював головою Шкурино-Загорянівської сільської ради. Жінка — Килина Василівна, дітей не було. 9 березня 1938 року він був арештований по сфабрикованому звинуваченню в нібито шпигунській діяльності на користь Польщі і згідно рішення особливої трійки при УНКВС по Миколаївській області був розстріляний 10 жовтня 1938 року в м. Херсоні. Реабілітований посмертно в 1989 році.
У 1947—1953 рр. країна пережила нову репресивну кампанію, що супроводжувалася арештами. Серед арештантів був і уродженець села Загорянівка — відомий український поет, прозаїк, лауреат літературної премії імені В. Мисика Василенко Микола Олександрович. У 1947 році з політичних мотивів арештований органами НКВС. Вирок — 10 років ув'язнення в таборах на Крайній Півночі.

### Друга світова війна
Дорогою ціною заплатив український народ за участь у найстрашнішій за всю світову історію війні 1939-1945 рр. Не щезне в пам'яті людській, не йде в забуття великий подвиг і велика трагедія нашого народу — його битва, його перемога над нацистами. Не можна забути тих, хто віддав своє життя для щастя інших.
Ямщиков Олександр Васильович - командир відділення розвідувального взводу 312-го гвардійського стрілецького полку (109-я гвардійська стрілецька дивізія, 28-я армія, 3-й Український фронт), гвардії старшина. Народився 17 серпня 1923 року в місті Самара в сім'ї робітника. Росіянин. Учився у залізничному технікумі. Коли розпочалася Друга світова війна, добровольцем прийшов у військкомат і, щоб попасти на фронт, приписав собі два роки. У жовтні 1941 року був покликаний у Червону Армію, з грудня того ж року — на фронті. Молодий боєць мав хорошу фізичну підготовку, знав прийоми самбо, вільно володів німецькою мовою і незабаром був направлений в полкову розвідку. Перший раз, ще під Москвою Ямщикову удалося узяти цінного «язика» — генерала. Напередодні битви на Курській дузі захопив і доставив у свій штаб важливі військові документи противника, з яких наше командування вчасно дізналося про дислокацію гітлерівських частин та їх планах. Особливо відзначився у боях за звільнення України весною 1944 року. 13 березня 1944 року гвардії старшина Ямщиков, знаходячись у розвідці в селі Шкурино-Загорянівка (Білозерський район Херсонської області), протитанковою гранатою підірвав штаб противника. 17 березня з групою ударом з тилу допоміг стрілецьким підрозділам визволити село Ново-Руське (Жовтневий район Миколаївської області). За ці бої був представлений до героїчного звання. Всього до березня 1944 року за участю Ямщикова було захоплено 17 полонених.
Указом Президії Верховної Ради СРСР від 3 червня 1944 року за зразкове виконання завдань командування і проявлену мужність і героїзм у боях з німецькими загарбниками гвардії старшині Ямщикову Олександру Васильовичу присвоєно звання Героя Радянського Союзу з врученням ордена Леніна і медалі «Золота Зірка» (№ 4400). В одному з наступних боїв був поранений. Після госпіталю на фронт більше не повернувся. Всього за час служби у розвідці він привів 23 «язика», у тому числі і декілька гітлерівських офіцерів високого рангу, що володіли дуже цінною для військових інформацією. У лютому 1945 року після госпіталю гвардії старшина Ямщиков прибув додому.
З 1945 по 1947 рік працював при райвиконкомі Фрунзе міста Куйбишева, був інспектором відділу держзабезпечення. Потім за станом здоров'я переїхав у місто Ялту, у 1949 році — у місто Фергану (Узбекистан), де працював столяром. У 1955 році виїхав на освоєння цілини, працював столяром, інженером по техніці безпеки. У 1957 році закінчив Алмаатинський технікум підвищення кваліфікації. У 1968 році повернувся на постійне місце проживання в місто Куйбишев (нині — Самара).
До виходу на пенсію у 1970 році працював майстром управління опоряджувальних робіт. Помер 27 жовтня 1987 року. Похований на міському кладовищі міста Самари, у 2005 році перезахоронений на Алеї Героїв. Нагороджений орденом Леніна, Вітчизняної війни 1-го ступеня, медалями. У 2004 році на будинку по вулиці Толстого, де народився і жив герой, встановлена меморіальна дошка. У локомотивному депо станції Самара з 2005 року курсує іменний локомотив «Ямщиков».

### Ветерани Другої світової війни

#### Барчук Дмитро Трифонович
Народився 18 лютого 1918 року в селі Заливанщина Калинівського району Вінницької області. Ріс у бідній багатодітній сім'ї. Рано залишився сиротою. У 1936 році був призваний до лав Червоної армії. Служив на Афгансько-Радянському кордоні в кінному дозорі. Навесні 1941 року повинен був повертатися додому, але не судилося. Почалась війна. Брав участь у боях за Москву, у військових операціях в районі Волоколамського шосе під Ржевом.
У 1944 році був тяжко поранений. Переведений до запасних військ служби МВС. Служив в Одеському окрузі в м. Миколаєві. Нагороджений бойовими медалями та орденом Вітчизняної війни II ступеня

#### Гуров Микола Макарович
Народився в селі Богородицьке Миколаївської області Снігурівського району 8 січня 1924 року. Друга світова війна застала його у Москві. У 1942 році був мобілізований. Служив у 197-му стрілковому полку, пізніше у Павлограді був зарахований до І-го танкового мехкорпусу. Визволяв міста Білорусії, Польщі.
При визволенні Берліна отримав поранення.
Мав нагороди: медаль «За відвагу», «За визволення Варшави», «За взяття Берліна», ювілейні медалі.

#### Єзилевич Володимир Матвійович
Народився у 1925 році в селі Чорнобаївка. У березні 1944 року був мобілізований до лав Радянської Армії. Воював у 28-й армії 54-ї Гвардійської дивізії ІІ Білоруського фронту. Бойовий шлях почав біля Новозибково (Білорусія) і закінчив у Південній Пруссії. Після важкого поранення в ногу, перебував чотири місяці на лікуванні у госпіталі міста Уфи, після чого був демобілізований.
Мав нагороди: медалі «За відвагу» і «За бойові заслуги».

#### Жмак Федір Іванович
Народився в 1911 році в селі Загорянівка.
Служив у 96-й стрілковій Іловській дивізії Першого Білоруського фронту, 295-й стрілецькій дивізії, взвод ПТР. Був поранений у 1944 році.
Мав ювілейні медалі: «20 років перемоги у Великій Вітчизняній війні», «30 років перемоги у Великій Вітчизняній війні», «50 років Збройних сил СРСР», "60 років Збройних сил СРСР.

#### Ісаєв Дмитро Васильович
Народився в 1918 році в Омській області. Був призваний на службу в 1938 році військкоматом Херсонського району Миколаївської області. Війну зустрів у 1941 році в Білорусії під Мінськом. Служив у 15-й артилерійській бригаді 686-ї Гавбишської артилерійської частини. Брав участь у визволенні Варшави. Під Злобином отримав поранення.
Мав нагороди: орден Слави ІІІ ступеня, медалі: «За відвагу», «За визволення Варшави». Закінчив війну у Берліні, штурмував Рейхстаг.
На фотографії (перший зліва) Ісаєв Д. В.

#### Каменєв Іван Сисойович
Народився 1925 року. Війну зустрів у радгоспі «Горностаївський» Херсонського району Миколаївської облаті. Воював на ІІ Українському фронті. Був кулеметником. Звільняв Нову Одесу, Малоолександрівку. Виконуючи визвольну місію за кордоном, служив у кавалерійських військах, звільняв Будапешт.
Іван Сисойович нагороджений орденом Слави ІІ ступеня та шістьма медалями.

#### Карпенко Іван Іванович
Народився в 1921 році в селі Садове. Друга світова війна застала його в Криму. Визволяв Керч, Кавказ, Феодосію, Берлін.
Мав кульове поранення. Лежав у польовому госпіталі в м. Феодосії.
Мав бойові нагороди: орден Великої Вітчизняної війни ІІ ступеня, «За перемогу над Німеччиною у Великій Вітчизняній війні 1941—1945 рр.».

#### Кушнарьов Микола Остапович
Війна Миколу Остаповича застала у білоруському селі. У віці 16 років стає партизаном.
Фашисти зібрали усіх жителів села. Тих, у кого рідні були партизанами, повели на розстріл, серед них матір і сестру Миколи Остаповича. Брата відправили до Німеччини.
Кушнарьову М. О. вдалося врятуватися. Після приходу Радянської Армії, він вступає в її ряди. Дійшов до Берліна, потім воював в Японії.
Брат Володя доїхав тим страшним поїздом до Вільнюса, де його всиновила сім'я литовців. І тільки через 30 років брати зустрілися.
Нагороджений медаллю «За взяття Кенігсбергу», орденом Вітчизняної війни ІІ ступеня.

### Пам'ять про війну

#### Обеліск Слави в селі Загорянівка
Обеліск збудовано в 1967 році як символ вічної слави воїнам, полеглим на фронтах Другої світової війни.
Восени 1966 року на сходці жителів сіл Шкуринівки і Загорянівки було вирішено увіковічити пам'ять про односельчан, які загинули у боротьбі з німецькими загарбниками.
Кошти на будівництво обеліска було надано керівництвом радгоспу, який очолював на той час Чубуков Олексій Костянтинович.
У нижній частині тумби обеліска (зі східної його сторони) замурували лист-послання нащадкам 2017 року, який написав голова сільської ради Сіренко Василь Григорович.
Відкриття обеліска відбулося 7 листопада 1967 року. На відкритті було присутнє майже все доросле населення сіл, молодь, учні школи. Зі словами вдячності виступили голова виконкому сільської ради Сіренко В. Г., директор радгоспу Чубуков О. К., директор школи Трибушний С. Р.
Капсулу зі зверненням до нащадків дістали у 2017 році і прочитали під час святкування 158-ї річниці села Загорянівка. Лист з минулого знаходиться у музеї бібліотеки с. Загорянівка.
У 1957 році було зведено пам'ятник над могилою, у якій похоронені п'ять полеглих воїнів-визволителів сіл Загорянівки і Шкуринівки. Місце їх першого поховання - братська могила на кладовищі с. Шкуринівка, а потім останки загиблих героїв були перенесені у с. Східне, де і споруджено цей пам'ятник. Відомі їх прізвища та імена: Безчетний Григорій Панфілович, Віщунов Борис Олексійович, Старих Василь Дмитрович, Тютюнник Микола Семенович, Швець Іван Іванович.
Відкриття пам'ятника відбулося 7 листопада 1957 року.

#### Пам'ятник воїнам-визволителям у селі Шкуринівка
На кладовищі села Шкуринівка стояв камінний хрест на могилі воїнів, що загинули під час його визволення. Але імена їх ніхто не знав. Очевидець поховання Ісаєв Петро Костянтинович згадував: «Ми поховали їх на схилі Східненського пагорба, щоб вони першими зустрічали вранці сонечко».
Багато років не могли установити імена загиблих. Проте до 60-ї річниці Перемоги писалася обласна Книга Пам'яті. Було піднято архіви військового госпіталю, який знаходився у селі Федорівка. І тільки тоді було установлено імена загиблих.
Учитель української мови та літератури Соболь Марія Олександрівна разом зі своїми учнями звернулися до голови Херсонського обласного відділу фонду соціальних гарантій військовослужбовців і ветеранів Збройних Сил України полковника Колобова Михайла Степановича та депутата Верховної Ради України Демьохіна Володимира Анатолійовича з проханням посприяти встановленню пам'ятника загиблим солдатам.
Тепер ми знаємо своїх визволителів, це:
- Пишенко Афанасій Харитонович, 1911 року народження, уродженець Алтайського краю, Молотовського району, села Бухинського. Він був молодшим лейтенантом, командиром кулеметного взводу 263 гвардійського стрілкового полку, 86 гвардійської дивізії.
- Супрунов Григорій, 1912 року народження, уродженець Ростовської області, села Завітне. Він був стрілком 306 гвардійського стрілкового полку.

### Афганська війна
Афганська війна 1979—1989 рр.
Одним із перших воїнів-афганців був Осауленко Микола Пилипович, житель с. Шкуринівка, призваний у грудні 1979 року. Згадує про ті події неохоче. Микола Пилипович за сумлінну, зразкову службу нагороджений медалями, відзнаками.
Скрипник Роман Васильович був призваний до лав Радянської армії навесні 1980 р. Службу розпочав у м. Тамбові, а в листопаді 1980 р. у складі військової частини 19888 був відправлений до Афганістану для проходження подальшої служби.
Нагороджений медалями «Воїну-інтернаціоналісту», «Захиснику Вітчизни».
Моціяко Ігор Васильович народився в с. Східне. Після двомісячної підготовки в Узбекистані був відправлений до Афганістану (1985—1987 рр.).
Нагороджений нагрудним знаком «Воїну-інтернаціоналісту», медалями «За бойові заслуги», «От благодарного афганского народа».
Мизгала Олександр Михайлович призивався до лав Радянської армії. Після декількох місяців підготовки у навчальній частині був направлений в Афганістан (1987—1989).Нагороджений медаллю «Захисник Вітчизни».

## Освіта
У 1911 році на околиці села Загорянівки була відкрита велична будівля церковно-приходської школи. І потягнулися до неї селянські діти із полотняними торбинками з убогим школярським начинням.
Йшли буремні роки воєн, революції, лихоліть початку XX-го століття, а вона залишалася світлою надією дітей і батьків на кращі часи. У 30- роки школа отримала статус семирічної.
Держава дбала про кадри і випускникам 7 класу, кращим учням, давали направлення у педагогічний, медичний технікуми та інші навчальні заклади. Зростала своя сільська інтелігенція. Здійснилася мрія Бібик Клавдії, Ткач Марії стати вчителями і все своє подальше трудове життя вони не зрадили своєму покликанню. А Сорока Марфа, отримавши медичну освіту, віддала життя рятуючи поранених на полі бою.

### Воєнний час
Грізного 1941 колишні учні школи стали на захист Вітчизни і 76 з них не повернулися до рідних осель. Чотири роки війни перекреслили долі багатьох дітей: хто залишився сиротою, хто відчував себе «переростком» і не повернувся пізніше до навчання. Діти ще не знають: наступного вересня школа не відчинить перед ними двері і у графі про освіту доведеться писати «4 класи», але все життя вони тепло згадуватимуть свою першу вчительку.

### Відродження
З вересня 1944 року школа знову покликала до себе. На щастя, війна не зруйнувала її приміщення. Умови навчання були нелегкими: не вистачало зошитів, підручників; благенько одягнуті діти не завжди навіть мали взуття. Але директори післявоєнного часу Шевченко Василь Юхимович, Курнаков Сергій Васильович, Лопаєнко Михайло Терентійович, педагогічний колектив та технічний персонал докладали усіх зусиль, щоб учні отримували хороші знання, навчалися у теплих класах.
Життя налагоджувалося. Школа випускала у світ своїх юних вихованців від яких залежали відродження і розквіт країни. Пізніше їх назвуть «дітьми війни».

### 50-ті— 60-ті роки
Школа росла. До неї стали приходити учні з сусідніх сіл Миколаївської області, навколишніх — Херсонської: Східного, Петрівки, Богданівки. Збільшилася чисельність школярів, сформувався діяльний, авторитетний педагогічний колектив, очолений Білявцевим Федором Карповичем.

Серба Олена Іларіонівна, вчителька-пенсіонерка, згадує про ті часи так:
15 серпня 1952 року я прийшла пішки в Загорянівську семирічну школу, щоб викладати математику. Весь вересень і до середини жовтня учні допомагали колгоспу «Мічурін». Школа працювала з 8.00. до 18.00. у дві зміни, бо мала всього п'ять класних кімнат, а учнів до 50-ти у 5,6,7 класах. Опалення пічне — кураєм, освітлення — гасовими лампами. Учні окремих класів навчалися в сусідньому сільському будиночку. Недалеко від школи був інтернат для дітей із віддалених сіл, їдальня.
З травня 1953 року спільними зусиллями батьків, учителів, дітей почалося будівництво ще одного приміщення школи.
Умови життя педагогів були непростими: відсутність учительських квартир, куток у кімнаті, де жили й господарі. Велика частина заробітної плати йшла на харчування, житло.
Незважаючи на це, шкільне життя йшло бурхливо. Учителі разом з дітьми організовували зустрічі, концерти на фермах, у майстернях, на току, в клубі, читали лекції.
Про них, подвижників 50-х, залишилися світлі спогади не в одного покоління учнів.
Завуч школи Ткач Марія Іванівна — людина беззавітно віддана своїй праці, вимогливий і справедливий учитель, прекрасний знавець рідної мови
Географ Ольга Мефодіївна Москаленко всю свою відпустку присвячувала дітям, подорожуючи з ними до Москви, Молдавії, Білорусії, Прибалтики.
Біолог Біла Ніна Яківна жила разом зі своїми учнями у світі гербаріїв, свят урожаю, птахів.
Знавцями російської мови та літератури були учні П'ятько Марії Григорівни.
Не один рік працювало у Загорянівській СШ подружжя Голубенків — Василя Григоровича, учителя фізичної культури, та Раїси Василівни, учителя російської мови та літератури.
Навчала дітей фізиці чарівна, чуйна, високоінтелігентна Цекова Людмила Григорівна
Виховувала у школярів любов до історії ерудована, вимоглива Абрамсон Майя Олександрівна.
Ґрунтовні знання отримували учні Лещенко Галини Кирилівни, прекрасного математика, гуманного і принципового вчителя.
Бездоганно володів німецькою мовою і передавав свої знання дітям Тупіцин Макар Корнійович.
Незабутніми були уроки вчителя математики Серби Олени Іларіонівни, людини з поетичними здібностями, здатністю заглянути в душу дитини.
Прекрасним організатор виховної роботи, біологом, спеціалістом своєї справи була Біленко Клавдія Наумівна.
Яскравими літерами вписані в історію Загорянівської середньої школи імена учителів, професійна діяльність яких залишається світлим спомином у пам'яті багатьох випускників: Курнакової Г. О., Деркач М. З., Олійник М. К., Феноти С. В., Меркуш С. О., Мальченка І. О., Накидайло Н. М., Грагер Г. Й., Бережної В. Г., Гавриш М. О., Кузнєцова В. С., Миронова В. Г., Новицької М. С., Білої Л. О., Рибалка А. А., Бугай О. С., Єльшиної Л. Я., Лавро К. Г., Рукман Л. С., Герасименко Л. О., Карпуся М. П., Курдило Г. М., Чабанюк В. Ф., Бестюка І. І.
Очолював педагогічний колектив у 1957—1975 рр. Трибушний Семен Радіонович. Талановитий учитель хімії, принциповий, енергійний директор, учорашній фронтовик, що знав ціну життю.
За післявоєнні роки біля школи виріс чудовий абрикосовий сад. Відцвітав він і плодоносив, виростали, набиралися знань і вилітали в життя нові і нові покоління.
З 1957 року школа набула статусу середньої. У 1959 році вона випустила зі своїх стін 16 учнів 10 класу.

### 70-ті— 90-ті роки
Час диктував своє. Зводилися нові школи у сусідніх селах, куди перейшла частина учнів.
Одночасно розбудовувалася центральна садиба радгоспу «Східний», з якої до Загорянівки потрібно було підвозити 198 школярів. Постало питання будівництва школи. Безпосередню ініціативу у цьому виявив директор радгоспу Ковальчук В. Д. Він домігся у Білозерського райкому партії дозволу на будівництво. Немала заслуга у цій справі передової доярки господарства, депутата облради Базюк А. І., яка піднімала це питання в обкомі Компартії України. У 1974 році розпочалося спорудження школи.
1 вересня 1976 року нова школа гостинно відкрила двері учням із Загорянівки та Східного.
Відкриття було урочистим. Секретар Білозерського райкому партії Вихров Г. І., виступаючи на святі, підкреслив пряму заслугу Ковальчука В. Д. у зведенні цієї прекрасної будівлі.
Класоводом 1-го класу у новому приміщенні стала Гриб Раїса Дмитрівна, а класним керівником випускного класу був Гмиря Валерій Іванович.
Назву «Загорянівська» школа зберігала до 1995 року.

### Вчителі
Маковецький Юрій Григорович, очоливши Загорянівську середню школу у 1975 році, продовжив директорування у с. Східному до 1982 року. Молодий, енергійний, талановитий організатор, він дбав про матеріальне забезпечення школи, творчу атмосферу в учительському колективі.
Наступним директором став Бетін Віктор Іванович (1982—1984 рр.) — людина з гострим розумом і розвинутим почуттям відповідальності.
Його змінив Касьяненко Віктор Петрович (1984—1986 рр.) — спокійний, врівноважений, надзвичайно людяний, прекрасний знавець історії.
Енергійною, принциповою, цілеспрямованою зарекомендувала себе на директорській посаді Соболь Марина Олександрівна (1886—1988 рр.).
Великим реформатором, людиною широкої душі, блискучим фізиком залишився в історії школи Нагін Василь Якович (1988—1993 рр.).
У 1993—2008 рр. директором школи працювала ділова, дипломатична Кирилюк Віра Миколаївна.
У 2008—2020 рр. керувала школою творча, з науковим підходом до організації освітнього процесу Місюра Аліна Миколаївна.
У 2020 році школу очолила доцент, кандидат наук, фахівець у галузі менеджменту Осадчук Ірина Віталіївна.
Учитель трудового навчання Гриб В. С. — майстер своєї справи, умілими руками якого прикрашено не один кабінет.
Учитель біології Черниш З. П. — ентузіаст, енергійний організатор туристичних походів, дбайливий завідувач кабінету.
Учитель географії Уродливець І. М. - освічений, пунктуальний, відданий своїй професії, прихильник театрального мистецтва.
Учитель Шатохіна С. Г. — прекрасний математик і тонкий лірик, інтелект і почуття гумору якої захоплювали учнів.
Учитель української мови, літератури Уродливець Н. М. — взірець професійної гідності і честі, сумлінності і відповідальності, берегиня українського слова.
Учитель російської мови, літератури Кирилюк В. М. — педагог, наділений організаторськими здібностями, любов'ю до музичного мистецтва.
Учитель фізичної культури Демидов М. І. — енергійна, життєлюбна людина, що уміє запалити учнів своїм оптимізмом.
Учитель української мови та літератури Соболь М. О. – висококваліфікований спеціаліст, ерудований педагог, творча особистість.
Учитель трудового навчання Боровський П. Ф. — технічно обдарований фахівець, глибокий знавець свого предмета.
Більше трьох десятиліть випроводжає школа в життєву дорогу своїх вихованців, і несуть вони у серцях пам'ять про наставників-учителів. Незабутні їх імена в історії школи: організатора Плахотнік В. І., заступників директора з навчально-виховної роботи Піддубенка В. Г., Осадчук І. В., учителів російської мови, літератури Маковецької Г. О., Артеменка В. В., початкових класів Неустроєвої С. В., Борецької Н. Я., біології Брушковської В. І., фізики Цигульської І. О., Проців І. М., історії Потоцького О. М., ДПЮ Усенка М. М., Кравченка І. В., української мови, літератури Кочергіної М. П., німецької мови Колесової С. С., обслуговуючої праці Мазуренко А. П., вихователя Кривенко Д. І., лаборанта Олійник В. М., піонервожатої Неннової В. Г., соціального педагога Шевченко Л. М.

### Школа XXI століття
50 % учительського колективу комунального закладу «Східненська загальноосвітня школа І-ІІІ ступенів Музиківська сільська ради Білозерської районної ради Херсонської області» — її випускники. Постійно зростає якісний склад.
У школі забезпечені оптимальні умови для творчої праці учителя та учня, апробуються та впроваджуються інноваційні методи навчання та виховання, ведеться експериментальна та проєктна діяльність, широко застосовуються інформаційно-комп'ютерні технології навчання.
Навчальний заклад керується інтересами і потребами дітей, прагне стати осередком, де школярі не лише вчаться, а й відбуваються як особистості, живуть повноцінним, духовним життям.
Здобувачі освіти є призерами предметних олімпіад, творчих конкурсів, спортивних змагань районного та обласного рівнів.
Різними життєвими дорогами розійшлися колишні учні. Невпинно плине час, а в історії школи свято бережуться їхні імена та справи.
Кадрові військові часу війни: Сіренко В. Г., Сіренко М. Г., Сорока І. П., фронтова медсестра — Сорока-Толстоп'ятова М. А.; мирного часу: Жмак В. Ф., Чихун В. І., Шост М. П.; слідчий — Микитась М. О.; капітан Балтійського флоту — Шевченко К. Д.
Відомий на Херсонщині поет — Василенко М. О. Журналісткою міжнародного рівня стала Олійник А. П. Басенко О. С. - поет, позаштатний кореспондент «Південної правди».
Посаду директора Харківського авіаційного заводу ім. Т. Г. Шевченка обіймав Тищенко М.Г.
Уславлені трудівники сільськогосподарської праці, відзначені орденом Трудового Червоного Прапора: Сорока В. В., Серба О. І., Олійник М. С.
Старший науковий співробітник НПО Південної морської геології Гавдан М. М.
Інженером в інституті Патона працював Каплюченко М.Головою Скадовської райдержадміністрації був Гончарський І. Л., нині директор Скадовського технікуму Херсонського аграрного університету. Викладачем Херсонського аграрного університету працювала кандидат сільськогосподарських наук, доцент кафедри менеджменту та маркетингу Осадчук І. В.
Директором Херсонського відділення АТ «ТАСКОМБАНК» працює Соболь О. А.
Золота скарбниця школи
Яскраву пам'ять про себе в історії школи залишили її медалісти:
Бутенко Валентина Василівна,
Сорока Надія Миколаївна,
Онча Віра Михайлівна,
Краснокуцька Ганна Федорівна,
Іванова Валентина Миколаївна,
Басенко Світлана Семенівна,
Ковальчук Ірина Віталіївна,
Лисенко Лілія Миколаївна,
Роман Олександр Іванович,
Педченко Тетяна Василівна
Соболь Олександр Анатолійович,
Соболь Микола Анатолійович,
Мацула Мар'ян Богданович.
Не злічити вчителів, лікарів, інженерів, шанованих людей-трудівників, які колись закінчили школу, а тепер дарують знання, охороняють здоров'я, створюють добробут у державі.

## Храми
- Георгіївський храм УПЦ МП